# Emile Erasmus
Emile Erasmus (Pretoria, Sudáfrica, 3 de abril de 1992) es un atleta sudafricano, especialista en la prueba de 4x100 m, en la que logró ser campeón africano en 2018

## Carrera deportiva
En el Campeonato Africano de Atletismo de 2018 celebrado en Asaba (Nigeria) ganó la medalla de oro en los relevos de 4x100 metros, con un tiempo de 38.25 segundos, que fue récord de los campeonatos, superando a los equipos de Nigeria (plata con 38.74 segundos) y Costa de Marfil (bronce con 38.92 segundos).